# Pogonioefferia anza
Pogonioefferia anza là một loài ruồi trong họ Asilidae. Pogonioefferia anza được Forbes miêu tả năm 1988.